# Deutsches Handwerksblatt
Das Deutsche Handwerksblatt (DHB) ist das auflagenstärkste Wirtschaftsmagazin für das Handwerk und den Mittelstand in Deutschland und erscheint elfmal im Jahr. Als wichtiges Medium für Entscheidungsträger im Handwerk bietet das Magazin praxisorientierte Berichte über aktuelle Entwicklungen in Wirtschaft, Politik, Finanzen und Technik. Mit einem Fokus auf Nutzwertjournalismus liefert die Redaktion Unternehmern wertvolle Informationen und konkrete Anregungen für den betrieblichen Alltag. Die Leserschaft besteht hauptsächlich aus Inhabern, Geschäftsführern und leitenden Angestellten von mittelständischen Handwerksbetrieben.
Als offizielles Organ von 17 Handwerkskammern erreicht das Deutsche Handwerksblatt mit einer Gesamtauflage von rund 350.000 Exemplaren nahezu jeden dritten Handwerksbetrieb in Deutschland und ist damit Marktführer in seinem Verbreitungsgebiet. Herausgegeben wird das Magazin von der Verlagsanstalt Handwerk GmbH, deren Gesellschafter die Handwerkskammern des Verbreitungsgebiets, der Westdeutsche Handwerkskammertag, der Deutsche Handwerkskammertag und handwerkliche Fachverbände aus Nordrhein-Westfalen sind. Die zentrale Redaktion hat ihren Sitz in Düsseldorf, während regionale Seiten und Berichte von den jeweiligen Handwerkskammern betreut werden.

## Geschichte

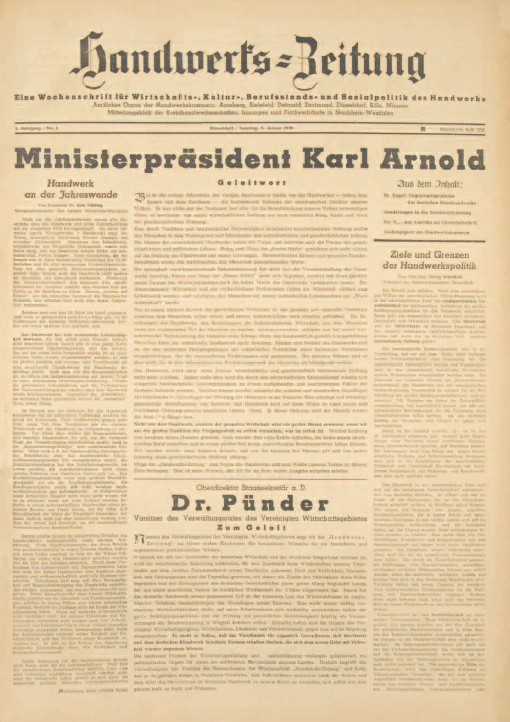
Ausgabe Nr. 1 aus dem Jahr 1949

Die erste Ausgabe des Deutschen Handwerksblatts erschien 1949. Während des Zweiten Weltkriegs wurde der Papierverbrauch stark eingeschränkt, und die Auflage der Handwerks-Zeitung sank auf 23.000 Abonnenten. Mit der Eingliederung der Handwerkskammern in die Gauwirtschaftskammern wurde die Zeitung 1943 auf Anordnung der Reichspressekammer eingestellt.
1948 gelang es dem Düsseldorfer Kammerpräsidenten Georg Schulhoff und Hauptgeschäftsführer Paul-Oskar Cierpinsky, mit Unterstützung des nordrhein-westfälischen Ministerpräsidenten Karl Arnold eine Lizenz für die Handwerks-Zeitung zu erhalten. 1949 erschien die erste Nachkriegsausgabe mit 14.967 Abonnenten in den Handwerkskammern Arnsberg, Bielefeld, Detmold, Düsseldorf und Dortmund. Die Kammern Köln, Münster und Aachen behielten zunächst ihre eigenen Publikationen bei.
Mitte der 1950er-Jahre kamen die vier Kammern in Rheinland-Pfalz (Koblenz, Trier, Mainz und Kaiserslautern) hinzu. Ende 1959 hatte das Blatt über 52.000 Abonnenten. 1972 wurde es in HZ Deutsches Wirtschaftsblatt umbenannt. In den 1990er-Jahren konnten die Handwerkskammern Leipzig, Rostock und des Saarlandes als weitere Kunden gewonnen werden. Seit Mitte der 1990er-Jahre erscheint die Zeitung unter dem Namen Deutsches Handwerksblatt. Mit Cottbus, Frankfurt (Oder) und Potsdam kamen drei weitere Kammern hinzu. Seit Januar 2025 erscheinen alle Kammerausgaben des Deutschen Handwerksblatts als Magazinausgaben. Seit Februar 2025 ist auch die Handwerkskammer Aachen als 17. Kammerausgabe Teil des Magazins und stellt ihren Mitgliedern regelmäßig aktuelle, branchenspezifische Themen und Informationen zur Verfügung.

## Digitale Präsenz
Seit 2005 betreibt die Verlagsanstalt Handwerk die digitale Präsenz des Deutschen Handwerksblatts unter der Domain handwerksblatt.de. Die Website bietet tagesaktuelle Nachrichten und umfassende Informationen zu Themen wie Unternehmensführung, Investitionen und branchenspezifischen Entwicklungen. Ergänzt wird das Angebot durch nützliche Online-Services wie den Azubitest.online, den BerufsCheck.online und verschiedene Themen-Specials.
Seit 2021 werden auf digithek.de nicht nur die Kammerausgaben des Deutschen Handwerksblatts als Digitalausgabe veröffentlicht, sondern es steht auch eine digitale Bundesausgabe des Magazins zur Verfügung. Die Digitalausgaben bieten multimediale Inhalte und erweitern so das Informationsangebot der Printausgabe.
2023 führte das Deutsche Handwerksblatt das digitale Format SUUM ein, das sich an Handwerksbetriebe und den Mittelstand richtet und tiefgehende Berichterstattung zu aktuellen und relevanten Themen bietet.
Darüber hinaus erreicht das Deutsche Handwerksblatt seine Zielgruppe über einen wöchentlich erscheinenden Newsletter, der regelmäßig Nachrichten und Entwicklungen aus der Branche liefert. Auf den Social-Media-Plattformen Facebook und Instagram ist das Magazin ebenfalls aktiv, um die Interaktion mit der Leserschaft zu fördern und aktuelle Themen zu verbreiten.